# Prinses Elisabethalpen
De Prinses Elisabethalpen (Deens: Prinsesse Elisabeth Alper) is een gebergte in Nationaal park Noordoost-Groenland in het oosten van Groenland.
Het gebergte is vernoemd naar Elisabeth van Denemarken.

## Geografie
Het gebied wordt in het noorden begrensd door een grote ijskap, in het oosten door de laagte en de Tobiasgletsjer, in het zuiden door de Ingolffjord, en in het westen door het dal van de Nunataami Elv. Aan de overzijde van het water ligt in het zuidoosten Holmland en in het zuidwesten de Prinses Caroline-Mathildealpen. In het oosten ligt aan de andere zijde van de gletsjer het Amdrupland.
Het berggebied is onderdeel van het Kroonprins Christiaanland en de bergrug ligt noordoost-zuidwest georiënteerd.

### Gletsjers
Het gebied kent meerdere gletsjers, waaronder de Hjørnegletsjer, Smalle Spærregletsjer, Bjørnegletsjer en Tobiasgletsjer.